# Sandbondtenga
Sandbondtenga, auparavant désignée sous le nom de Sanmatenga, est l’une des 47 provinces du Burkina Faso. Elle appartient à la région des Kuilsé depuis le redécoupage administratif du 2 juillet 2025.

## Géographie

### Démographie
- En 1996, la province comptait 464 032 habitants (50,00 hab/km2)[2].
- En 2006, la province comptait 598 014 habitants (64,43 hab/km2)[3].
- En 2019, la province comptait 885 642 habitants (95,42 hab/km2)[1].

## Histoire
La province du Sandbondtenga est située dans l'ancien royaume de Boussouma.
Avant la réforme administrative du 2 juillet 2025, la province est connue sous le nom de Sanmatenga. À cette date, dans le cadre d’une réorganisation territoriale, elle adopte officiellement la dénomination de Sandbondtenga.

## Administration

### Chef-lieu et haut-commissariat
- Chef-lieu de la province (et de la région du Centre-Nord) : Kaya (33 958 habitants).

### Départements ou communes

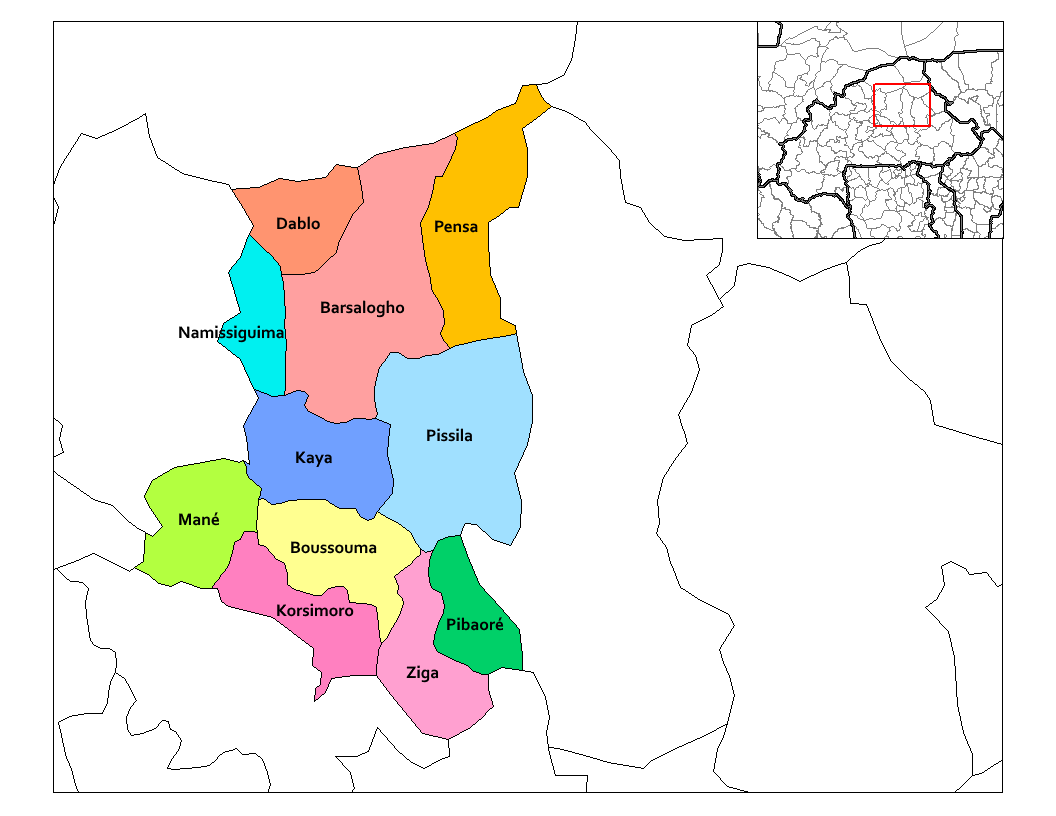
Carte des onze départements ou communes de la province du Sanmatenga.

La province du Sandbondtenga est administrativement composée de onze départements ou communes (données de population issues du recensement général de 2019, partiellement recensés dans un département, et estimés par une étude complémentaire dans quatre autres départements, en raison de problèmes sécuritaires) :
- Barsalogho (98 553 habitants estimés)
- Boussouma (106 204 habitants)
- Dablo (28 416 habitants estimés)
- Kaya (208 682 habitants)
- Korsimoro (64 321 habitants)
- Mané (72 871 habitants)
- Namissiguima (16 559 habitants estimés)
- Pensa (52 480 habitants estimés)
- Pibaoré (42 530 habitants)
- Pissila (146 671 habitants)
- Ziga (48 355 habitants partiellement recensés)